# Halo: The Fall of Reach
『Halo: The Fall of Reach』（ヘイロー：フォール・オブ・リーチ/惑星リーチの陥落）はHALOシリーズを題材としてノベライズされた小説作品である。
出版されたのは2001年10月頃で、著者はエリック・ニールンド（Eric Nylund）。
シリーズ第1作『Halo: Combat Evolved』の前史にあたる作品であり、ゲームでは語られることのなかった物語が描かれている。
特にゲーム本編では寡黙である主人公マスターチーフの幼少時代やその仲間たちにスポットライトが当てられている点は特徴的。
人物や組織、場所、歴史などのさまざまな裏設定が描かれているので、後のHALOシリーズの世界を語る上で欠かせないバイブル的作品ともいえる。
2012年5月25日に日本語翻訳されたものがTOブックスより発売された。2015年にCG映画化された。監督はイアン・カービー。

## 作品概要
繁栄を謳歌している人類を統括する組織「UNSC」国連スペース・コマンド）は更なる拡張などのために「最強の兵士」を必要としており、かくして「スパルタンII・プログラム」（SpartanII Program）が開始された。
スパルタンII プログラムとは文字通りスパルタ教育を彷彿とさせるプログラムであり、その内容は強制的に徴兵された子供たちに遺伝子操作などを施し、人為的に超人的な能力を持たせた最強の兵士を作り出すというものであった。子供たちには徴兵時に認識用の名前が付与され、以後もその認識番号で呼ばれることを強制される。そしてその中にはSpartan-117（John-117）、つまり後のマスターチーフの姿もあった。
ジョン117は激烈な軍事教育の中で競争力の強さを発揮し、やがて分隊のリーダーに選ばれる。そして西暦2525年、ジョンが14歳の時に彼らスパルタンは能力強化のため神経的な改造を受けることになる。科学者「キャサリン・エリザベス・ハルゼイ博士」によって選ばれた75人のスパルタンたちの中から、ほぼ半数である33人のスパルタンだけがこの神経改造に適合。12人が副作用により永続的な障害を持ち、30人が命を落とした。
その後、適正したスパルタンたちはUNSC海兵隊たちとも軍事演習などを行うようになり、そのスパルタングループのリーダーであったジョンは、海兵隊員にも階級名である「マスターチーフ」として広く知られるようになる。
そして2525年。遠方の植民地惑星である「ハーベスト」の連絡が途絶え、UNSCは調査部隊を派遣する。しかし部隊はほぼ壊滅、生き残りによれば「人類以外の知的生命体から攻撃を受けた」とのことだった。やがてこの生命体は神との契約者を自称する「コヴナント」というエイリアン連合軍だということが判明し、これにあわせスパルタンも最新鋭の戦闘服である「ミョルニル・アーマー」を装備。徐々に最前線に借り出されることとなる。
スパルタンは大変優秀だったが、結局UNSCは宇宙での戦闘にことごとく敗北を重ね、人類は植民地を次々と失っていた。そこで、UNSCのプレストン・コールは「地球の位置をコヴナントに絶対に知らせてはならない」という『コール議定書』（Cole Protocol）を発令。議定書の内容は、
「たとえコヴナントから狙われないような船であっても、絶対に地球に向かってはならない」
「万が一敵に拿捕されそうになった場合、情報漏洩防止のため艦長は船を自爆させなければならない」
「AIをはじめ、地球に関する情報につながるものはコヴナントに渡してはならない」
というものであった。
対コヴナント戦争は継続し、時は2552年、7月17日。人類のテリトリーにコヴナント艦隊が侵攻し、UNSCの駆逐艦イロコイ号がこれに応戦。コヴナントの船1隻に対し、UNSCは4隻あってようやく対抗できるというのが当時の戦力差であったが、イロコイ号の艦長「ジェイコヴ・キース艦長」はたった1隻で敵艦隊のフリゲートを2隻、駆逐艦を1隻、空母を1隻と合計4隻のコヴナント艦を撃破した。後にこれは「キース・ループ」（Keyes Loop）と呼ばれるようになる。イロコイ号はこの戦果を報告するため惑星リーチへと帰還するが、実は艦にはコヴナントの発信機が取り付けられていた。キースはこの件で大佐に昇進し、対コヴナント用の改修を受けた「戦艦オータム」の艦長となる。
だが翌月8月30日、追跡用の発信機に従ったコヴナント艦隊の大群は、惑星リーチの軌道上に展開、ただちに攻撃を開始した。2日後に開始される特殊任務（コヴナントの船をハイジャックし、指導者を捕獲する）のために現地で集結していたスパルタンはふたつの部隊として急遽編成される。
リーチでの戦闘は過激を極め、最終的に惑星リーチは陥落。スパルタンもほぼ壊滅し、生き残ったマスターチーフはキース艦長の戦艦オータムにて脱出。その後アルファ・ヘイローでの戦いをこなすこととなる。